# Estação Villa Alemana
A Estação Villa Alemana é uma das estações do Metrô de Valparaíso, situada em Villa Alemana, entre a Estação La Concepción e a Estação Sargento Aldea. É administrada pelo Metro Regional de Valparaíso S.A..
A estação original foi inaugurada na década de 1880, enquanto que a atual edificação foi inaugurada em 23 de novembro de 2005. Localiza-se no cruzamento da Rua Berlín com a Avenida Almirante Latorre. Atende o setor Centro.